# Afronycteris helios
Neoromicia helios är en fladdermus i familjen läderlappar som förekommer i östra Afrika. Taxonet godkänns inte av alla zoologer. Ibland infogas populationen som underart i Neoromicia nana.
Storleksuppgifter finns bara från ett fåtal exemplar och de hade en kroppslängd (huvud och bål) av 36 till 45 mm, en svanslängd av 24 till 41 mm, 25 till 32,5 mm långa underarmar, cirka 5 mm långa bakfötter och ungefär 9 mm långa öron. Ett par körtlar på flygmembranen som alltid förekommer hos Neoromicia helios påträffas bara hos ett fåtal individer som klassificeras som Neoromicia nana. Dessutom finns differenser i konstruktionen av hannarnas penisben samt i pälsfärgen. Liksom Neoromicia nana har arten en mörk flygmembran som inte är genomskinlig.
Fladdermusens utbredningsområde sträcker sig från Sydsudan och södra Somalia till norra Tanzania. Ett fynd registrerades dessutom i Djibouti.
Tidigare studier skiljer inte tydlig mellan denna art och Neoromicia nana. Därför är levnadssättet okänt. IUCN listar arten med kunskapsbrist (DD).